# Saison 2016-2017 du Stade toulousain
Cette page présente la saison 2016-2017  du Stade toulousain en Top 14 et en European Rugby Champions Cup (ERCC1).
Cette saison est marquée par le départ de plusieurs joueurs historiques du club : Clément Poitrenaud (après 16 saisons dans le groupe professionnel), Vincent Clerc (14 saisons), Romain Millo-Chluski (14 saisons) et Louis Picamoles (7 saisons). Le club parvient cependant à se hisser pour la première fois depuis la saison 2013-2014 en quart de finale de la coupe d'Europe.
Cette saison, le Stade toulousain ne parvient pas à se qualifier pour les phases finales du championnat de France, une première depuis 1976.

## Transferts

### Jokers
| Nom         | Poste           | Nationalité sportive | Joker de          | Nature du joker | Dernier club  | Mois d'arrivée | Prolongation |
| ----------- | --------------- | -------------------- | ----------------- | --------------- | ------------- | -------------- | ------------ |
| Carl Axtens | Troisième ligne | Nouvelle-Zélande     | Patricio Albacete | Médical         | Bay of Plenty | Mars 2016      | Oui          |

## Équipe professionnelle

### Effectif
L'effectif professionnel (provisoire, non finalisé)[Quoi ?] de la saison 2016-2017 compte onze joueurs formés au club. Trente joueurs internationaux figurent dans l'équipe dont dix-sept français[Passage contradictoire], et chacun des postes de l'équipe de France pourrait être occupé par un joueur toulousain.
| Nom                 | Poste                  | Naissance         | Nationalité sportive | Sélections           | Dernier club        | Arrivée au club (année) | Âge d'arrivée au club |
| ------------------- | ---------------------- | ----------------- | -------------------- | -------------------- | ------------------- | ----------------------- | --------------------- |
| Leonardo Ghiraldini | Talonneur              | 26 décembre 1984  | Italie               | 81 (25)              | Leicester Tigers    | 2016                    | 31 ans                |
| Julien Marchand     | Talonneur              | 10 mai 1995       | France               | France -20           | Formé au club       | 2009                    | 14 ans                |
| Peato Mauvaka       | Talonneur              | 10 janvier 1997   | France               | France -20           | Formé au club       | 2012                    | 15 ans                |
| Christopher Tolofua | Talonneur              | 31 décembre 1993  | France               | 3 (0)                | Formé au club       | 2007                    | 13 ans                |
| Dorian Aldegheri    | Pilier                 | 4 août 1993       | France               | -                    | Formé au club       | 2007                    | 14 ans                |
| Cyril Baille        | Pilier                 | 15 septembre 1993 | France               | 4 (0)                | Formé au club       | 2009                    | 16 ans                |
| Census Johnston     | Pilier                 | 6 mai 1981        | Samoa                | 52 (20)              | Saracens            | 2009                    | 28 ans                |
| Vasil Kakovin       | Pilier                 | 1er décembre 1989 | Géorgie              | 13 (5)               | CA Brive            | 2012                    | 22 ans                |
| Rodrigue Neti       | Pilier                 | 28 avril 1995     | France               | France -20           | Formé au club       | 2012                    | 17 ans                |
| Gurthrö Steenkamp   | Pilier                 | 12 juin 1981      | Afrique du Sud       | 40 (30)              | Bulls               | 2011                    | 30 ans                |
| Maks van Dyk        | Pilier                 | 21 janvier 1992   | Afrique du Sud       | Afrique du Sud -20   | Cheetahs            | 2016                    | 24 ans                |
| Patricio Albacete   | Deuxième ligne         | 9 décembre 1981   | Argentine            | 46 (5)               | Section paloise     | 2006                    | 25 ans                |
| Richie Gray         | Deuxième ligne         | 24 août 1989      | Écosse               | 56 (15)              | Castres olympique   | 2016                    | 26 ans                |
| Grégory Lamboley    | Deuxième ligne         | 12 janvier 1982   | France               | 14 (5)               | Formé au club       | 2000                    | 18 ans                |
| Yoann Maestri       | Deuxième ligne         | 14 janvier 1988   | France               | 47 (5)               | RC Toulon           | 2009                    | 21 ans                |
| Edwin Maka          | Deuxième ligne         | 25 février 1993   | Tonga                | -                    | Formé au club       | 2012                    | 19 ans                |
| Iosefa Tekori       | Deuxième ligne         | 17 décembre 1983  | Samoa                | 34 (20)              | Castres olympique   | 2013                    | 29 ans                |
| Florian Verhaeghe   | Deuxième ligne         | 31 mai 1997       | France               | France -20           | Formé au club       | 2011                    | 16 ans                |
| Yacouba Camara      | Troisième ligne aile   | 2 juin 1994       | France               | 3 (0)                | RC Massy Essonne    | 2013                    | 19 ans                |
| Carl Axtens         | Troisième ligne aile   | 26 août 1991      | Nouvelle-Zélande     | Nouvelle-Zélande -20 | Bay of Plenty       | 2016                    | 24 ans                |
| Thierry Dusautoir   | Troisième ligne aile   | 18 novembre 1981  | France               | 80 (30)              | Biarritz olympique  | 2006                    | 25 ans                |
| Talalelei Gray      | Troisième ligne aile   | 28 février 1990   | Australie            | Australie 7          | Waratahs            | 2015                    | 25 ans                |
| Selevasio Tolofua   | Troisième ligne aile   | 31 mai 1997       | France               | France -20           | Formé au club       | 2007                    | 10 ans                |
| François Cros       | Troisième ligne centre | 25 mars 1994      | France               | France -20           | Formé au club       | 2009                    | 15 ans                |
| Piula Faasalele     | Troisième ligne centre | 22 janvier 1988   | Samoa                | 10 (0)               | Castres olympique   | 2016                    | 28 ans                |
| Gillian Galan       | Troisième ligne centre | 7 août 1991       | France               | France -20           | Formé au club       | 2007                    | 16 ans                |
| Sébastien Bézy      | Demi de mêlée          | 22 novembre 1991  | France               | 5 (0)                | Formé au club       | 2006                    | 15 ans                |
| Jean-Marc Doussain  | Demi de mêlée          | 12 février 1991   | France               | 12 (33)              | Formé au club       | 2007                    | 17 ans                |
| Samuel Marques      | Demi de mêlée          | 8 décembre 1988   | Portugal             | 5 (12)               | Section paloise     | 2016                    | 27 ans                |
| Toby Flood          | Demi d'ouverture       | 8 août 1985       | Angleterre           | 60 (301)             | Leicester Tigers    | 2014                    | 28 ans                |
| Luke McAlister      | Demi d'ouverture       | 28 août 1983      | Nouvelle-Zélande     | 30 (153)             | Auckland Blues      | 2011                    | 27 ans                |
| Tristan Tedder      | Demi d'ouverture       | 17 avril 1996     | Afrique du Sud       | -                    | Natal Sharks        | 2016                    | 20 ans                |
| Yann David          | Centre                 | 15 avril 1988     | France               | 4 (0)                | CS Bourgoin-Jallieu | 2009                    | 21 ans                |
| Gaël Fickou         | Centre                 | 26 mars 1994      | France               | 19 (15)              | Formé au club       | 2012                    | 18 ans                |
| Florian Fritz       | Centre                 | 17 janvier 1984   | France               | 34 (24)              | CS Bourgoin-Jallieu | 2004                    | 20 ans                |
| Jarrod Poï          | Centre                 | 22 février 1994   | Nouvelle-Zélande     | Nouvelle-Zélande -20 | Tarbes Pyrénées     | 2015                    | 21 ans                |
| Arthur Bonneval     | Ailier                 | 31 mai 1995       | France               | France -20           | Formé au club       | 2001                    | 6 ans                 |
| Sofiane Guitoune    | Ailier                 | 29 mars 1989      | France               | 5 (15)               | Bordeaux            | 2016                    | 27 ans                |
| Yoann Huget         | Ailier                 | 2 juin 1987       | France               | 41 (35)              | Bayonne             | 2012                    | 25 ans                |
| Semi Kunatani       | Ailier                 | 27 octobre 1990   | Fidji                | Fidji 7              | Fidji 7             | 2015                    | 24 ans                |
| Alexis Palisson     | Ailier                 | 9 septembre 1987  | France               | 21 (10)              | RC Toulon           | 2014                    | 26 ans                |
| Paul Perez          | Ailier                 | 26 juillet 1986   | Samoa                | 15 (15)              | Natal Sharks        | 2015                    | 29 ans                |
| Maxime Médard       | Arrière                | 16 novembre 1986  | France               | 46 (63)              | Formé au club       | 2004                    | 14 ans                |

### Capitaines
Le capitaine de l'équipe pour la saison est Thierry Dusautoir, mais Ugo Mola annonce en début de saison qu'il sera aidé dans son rôle par Florian Fritz, Yoann Maestri et Jean-Marc Doussain.

### Débuts professionnels
| Nom               | Poste           | Date             | Adversaire       | Stade            | Âge    | Compétition    | Matches (points) |
| ----------------- | --------------- | ---------------- | ---------------- | ---------------- | ------ | -------------- | ---------------- |
| Selevasio Tolofua | Troisième ligne | 13 novembre 2016 | Stade rochelais  | Marcel-Deflandre | 19 ans | Top 14         | 5 (0)            |
| Peato Mauvaka     | Talonneur       | 17 décembre 2016 | Zebre            | Ernest-Wallon    | 19 ans | Coupe d'Europe | 5 (0)            |
| Florian Verhaeghe | Deuxième ligne  | 6 mai 2017       | Aviron bayonnais | Ernest-Wallon    | 19 ans | Top 14         | 1 (0)            |

### Staff
Le staff d'encadrement de l'équipe professionnelle du Stade toulousain est celui-ci :

#### Entraîneurs
| Nom                     | Rôle                                                   | Nationalité sportive | Ancien Club      | Ancienne fonction    | Ancien joueur du club | Année d'arrivée |
| ----------------------- | ------------------------------------------------------ | -------------------- | ---------------- | -------------------- | --------------------- | --------------- |
| Fabien Pelous           | Directeur sportif                                      | France               | France -20       | Sélectionneur        | Oui                   | 2015            |
| Ugo Mola                | Entraîneur en chef                                     | France               | SC Albi          | Entraîneur principal | Oui                   | 2015            |
| William Servat          | Entraîneur des avants                                  | France               | Stade toulousain | Joueur               | Oui                   | 2012            |
| Jean Bouilhou           | Entraîneur de la touche                                | France               | Section paloise  | Joueur               | Oui                   | 2016            |
| Jean-Baptiste Élissalde | Entraîneur des arrières                                | France               | Stade toulousain | Joueur               | Oui                   | 2010            |
| Pierre-Henry Broncan    | Entraîneur de la défense et responsable du recrutement | France               | Tarbes           | Entraîneur principal | Non                   | 2015            |

#### Staff Médical
- Philippe Izard (médecin), arrivé cette saison
- Michel Laurent (médecin)
- Bruno Jouan (kinésithérapeute, ostéopathe)
- Benoît Castéra (kinésithérapeute)

#### Préparateurs physiques
- Robert Froissart (ancien athlète français), arrivé cette saison
- Zeba Traoré (ancien sprinteur du Burkina Faso)
- Saad Drissi
- Simon Barrué

#### Secteur vidéo
- Frédéric Gabas
- Laurent Thuéry (qui joue également en Fédérale 1 à l'Avenir valencien)

## Calendrier et résultats
| Date du match     | Domicile              | Extérieur             | Score (bonus) | Lieu du match           | Catégorie             | Classement |
| ----------------- | --------------------- | --------------------- | ------------- | ----------------------- | --------------------- | ---------- |
| 5 août 2016       | Stade toulousain      | Racing 92             | 21 - 35       | Stade Ernest-Wallon     | Amical                | -          |
| 12 août 2016      | RC Toulon             | Stade toulousain      | 26 - 19       | Stade Mayol             | Amical                | -          |
| 20 août 2016      | Stade toulousain      | Montpellier HR        | 20 - 12       | Stade Ernest-Wallon     | 1re journée de Top 14 | 3          |
| 27 août 2016      | Stade toulousain      | Union Bordeaux-Bègles | 22 - 17 (BD)  | Stade Ernest-Wallon     | 2e journée de Top 14  | 1          |
| 4 septembre 2016  | Racing 92             | Stade toulousain      | 28 - 14       | Stade Yves-du-Manoir    | 3e journée de Top 14  | 5          |
| 11 septembre 2016 | Stade toulousain      | RC Toulon             | 15 - 32 (BO)  | Stade Ernest-Wallon     | 4e journée de Top 14  | 9          |
| 17 septembre 2016 | Lyon OU               | Stade toulousain      | 25 - 20 (BD)  | Matmut Stadium          | 5e journée de Top 14  | 11         |
| 24 septembre 2016 | Stade toulousain      | Stade français Paris  | 23 - 18 (BD)  | Stade Ernest-Wallon     | 6e journée de Top 14  | 10         |
| 1er octobre 2016  | Stade toulousain      | FC Grenoble           | (BO) 31 - 3   | Stade Ernest-Wallon     | 7e journée de Top 14  | 5          |
| 9 octobre 2016    | ASM Clermont          | Stade toulousain      | 29 - 25 (BD)  | Stade Marcel-Michelin   | 8e journée de Top 14  | 6          |
| 15 octobre 2016   | Connacht              | Stade toulousain      | 23 - 21 (BD)  | Galway Sportsground     | 1re journée d'ERCC1   | 3e         |
| 23 octobre 2016   | Stade toulousain      | Wasps                 | 20 - 20       | Stade Ernest-Wallon     | 2e journée d'ERCC1    | 3e         |
| 29 octobre 2016   | Section paloise       | Stade toulousain      | (BD) 20 - 24  | Stade du Hameau         | 9e journée de Top 14  | 5          |
| 5 novembre 2016   | Stade toulousain      | Castres olympique     | 16 - 15 (BD)  | Stade Ernest-Wallon     | 10e journée de Top 14 | 4          |
| 13 novembre 2016  | Stade rochelais       | Stade toulousain      | 25 - 19       | Stade Marcel-Deflandre  | 11e journée de Top 14 | 6          |
| 20 novembre 2016  | Aviron bayonnais      | Stade toulousain      | 16 - 13 (BD)  | Stade Jean-Dauger       | 12e journée de Top 14 | 8          |
| 4 décembre 2016   | Stade toulousain      | CA Brive              | (BO) 30 - 12  | Stade Ernest-Wallon     | 13e journée de Top 14 | 7          |
| 10 décembre 2016  | Zebre                 | Stade toulousain      | 6 - 36 (BO)   | Stadio XXV Aprile       | 3e journée d'ERCC1    | 3e         |
| 17 décembre 2016  | Stade toulousain      | Zebre                 | (BO) 54 - 15  | Stade Ernest-Wallon     | 4e journée d'ERCC1    | 2          |
| 22 décembre 2016  | FC Grenoble           | Stade toulousain      | 26 - 22 (BD)  | Stade des Alpes         | 14e journée de Top 14 | 7          |
| 31 décembre 2016  | Stade toulousain      | ASM Clermont          | 26 - 20       | Stadium                 | 15e journée de Top 14 | 6          |
| 8 janvier 2017    | Stade français Paris  | Stade toulousain      | (BD) 15 - 18  | Stade Jean-Bouin        | 16e journée de Top 14 | 4          |
| 14 janvier 2017   | Wasps                 | Stade toulousain      | 17 - 14 (BD)  | Ricoh Arena             | 5e journée d'ERCC1    | 3e         |
| 22 janvier 2017   | Stade toulousain      | Connacht              | 19 - 10       | Stade Ernest-Wallon     | 6e journée d'ERCC1    | 2          |
| 28 janvier 2017   | Stade toulousain      | Section paloise       | 10 - 20       | Stade Ernest-Wallon     | 17e journée de Top 14 | 7          |
| 19 février 2017   | Montpellier HR        | Stade toulousain      | 27 - 18       | Altrad Stadium          | 18e journée de Top 14 | 8          |
| 5 mars 2017       | Stade toulousain      | Stade rochelais       | 21 - 27       | Stade Ernest-Wallon     | 19e journée de Top 14 | 8          |
| 11 mars 2017      | CA Brive              | Stade toulousain      | 21 - 19 (BD)  | Stade Amédée-Domenech   | 20e journée de Top 14 | 10         |
| 19 mars 2017      | Stade toulousain      | Lyon OU               | (BO) 42 - 26  | Stade Ernest-Wallon     | 21e journée de Top 14 | 7          |
| 25 mars 2017      | Union Bordeaux-Bègles | Stade toulousain      | 20 - 11       | Stade Matmut-Atlantique | 22e journée de Top 14 | 10         |
| 1er avril 2017    | Munster Rugby         | Stade toulousain      | (BO) 41 - 16  | Thomond Park            | 1/4 de finale d'ERCC1 | Éliminé    |
| 9 avril 2017      | RC Toulon             | Stade toulousain      | 33 - 23       | Orange Vélodrome        | 23e journée de Top 14 | 12         |
| 16 avril 2017     | Stade toulousain      | Racing 92             | (BD) 8 - 10   | Stadium                 | 24e journée de Top 14 | 12         |
| 29 avril 2017     | Castres olympique     | Stade toulousain      | (BO) 52 - 7   | Stade Pierre-Antoine    | 25e journée de Top 14 | 12         |
| 6 mai 2017        | Stade toulousain      | Aviron bayonnais      | (BO) 40 - 12  | Stade Ernest-Wallon     | 26e journée de Top 14 | 12         |

### Classements

#### Coupe d'Europe
| Rang | Équipe           | J | V | N | D | Em | Ee | Bo | Bd | Pm  | Pe  | Diff | Pts |
| ---- | ---------------- | - | - | - | - | -- | -- | -- | -- | --- | --- | ---- | --- |
| 1    | Wasps            | 6 | 4 | 1 | 1 | 28 | 13 | 3  | 1  | 210 | 112 | +98  | 22  |
| 2    | Stade toulousain | 6 | 3 | 1 | 2 | 22 | 10 | 2  | 2  | 164 | 91  | +73  | 18  |
| 3    | Connacht         | 6 | 4 | 0 | 2 | 26 | 15 | 2  | 0  | 188 | 118 | +70  | 18  |
| 4    | Zebre            | 6 | 0 | 0 | 6 | 11 | 49 | 0  | 0  | 90  | 331 | -241 | 0   |

#### Top 14
| Rang | Club                  | J  | V  | N | D  | Bo | Bd | Pm  | Pe  | Diff | Pts |
| ---- | --------------------- | -- | -- | - | -- | -- | -- | --- | --- | ---- | --- |
| 1    | Stade rochelais       | 26 | 17 | 3 | 6  | 6  | 5  | 707 | 498 | +209 | 85  |
| 2    | ASM Clermont          | 26 | 15 | 3 | 8  | 8  | 4  | 800 | 562 | +238 | 78  |
| 3    | Montpellier HR        | 26 | 16 | 0 | 10 | 7  | 5  | 750 | 564 | +186 | 76  |
| 4    | RC Toulon             | 26 | 14 | 2 | 10 | 5  | 4  | 674 | 511 | +163 | 69  |
| 5    | Castres olympique     | 26 | 13 | 1 | 12 | 5  | 4  | 667 | 509 | +158 | 63  |
| 6    | Racing 92 (T)         | 26 | 14 | 1 | 11 | 3  | 1  | 586 | 616 | -30  | 62  |
| 7    | Stade français Paris  | 26 | 12 | 1 | 13 | 5  | 4  | 643 | 638 | +5   | 59  |
| 8    | CA Brive              | 26 | 13 | 1 | 12 | 0  | 4  | 577 | 634 | -57  | 58  |
| 9    | Section paloise       | 26 | 12 | 1 | 13 | 2  | 5  | 604 | 701 | -97  | 57  |
| 10   | Lyon OU (P)           | 26 | 11 | 2 | 13 | 3  | 4  | 573 | 632 | -59  | 55  |
| 11   | Union Bordeaux Bègles | 26 | 11 | 1 | 14 | 2  | 6  | 569 | 581 | -12  | 54  |
| 12   | Stade toulousain      | 26 | 11 | 0 | 15 | 3  | 6  | 537 | 561 | -24  | 53  |
| 13   | FC Grenoble           | 26 | 7  | 1 | 18 | 2  | 6  | 611 | 852 | -241 | 38  |
| 14   | Aviron bayonnais (P)  | 26 | 6  | 3 | 17 | 0  | 0  | 466 | 905 | -439 | 30  |

Évolution du classement du Stade toulousain en fonction de la journée de championnat :

## Statistiques

### En Top 14

#### Meilleur réalisateur

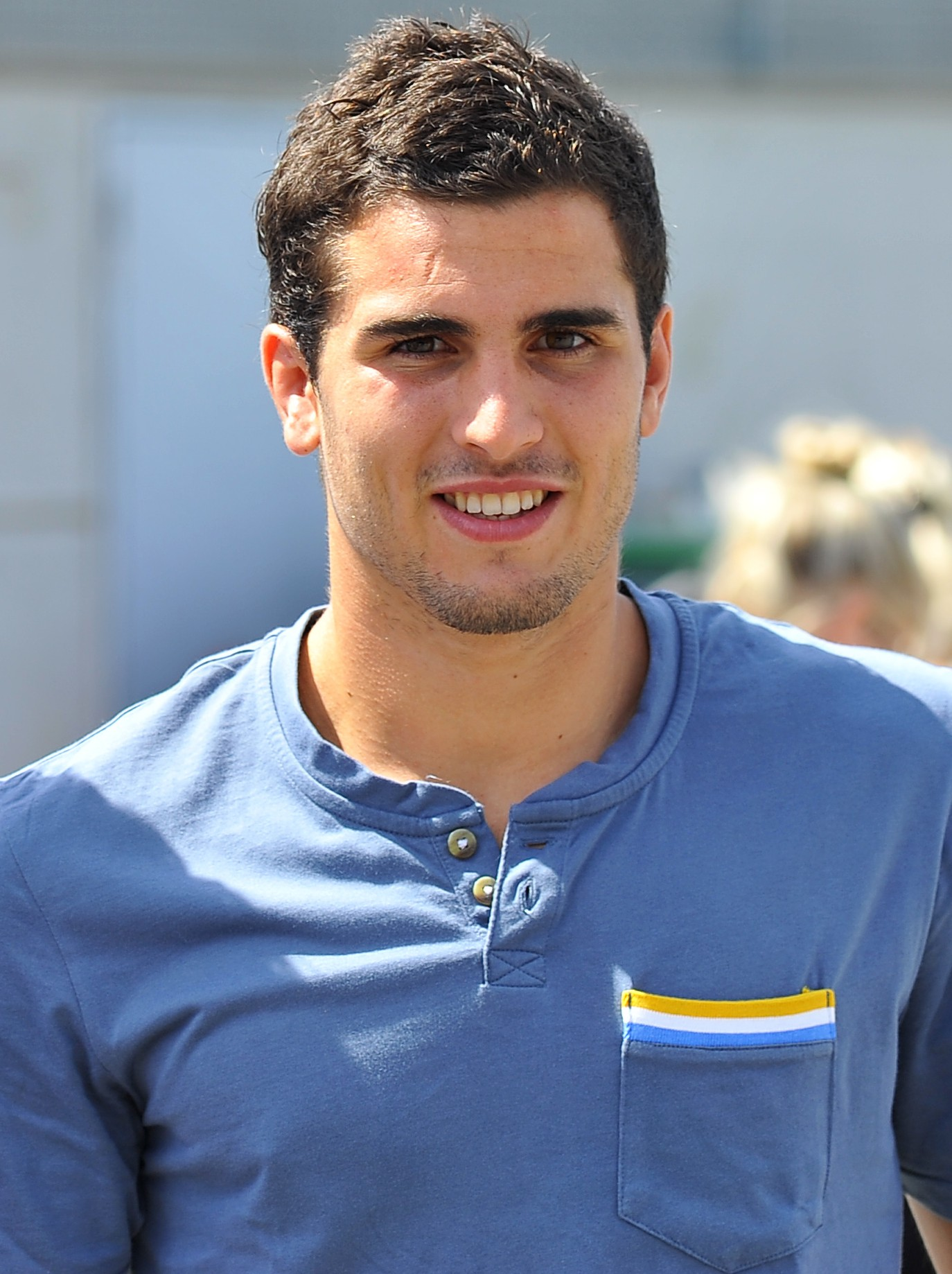
Sébastien Bézy
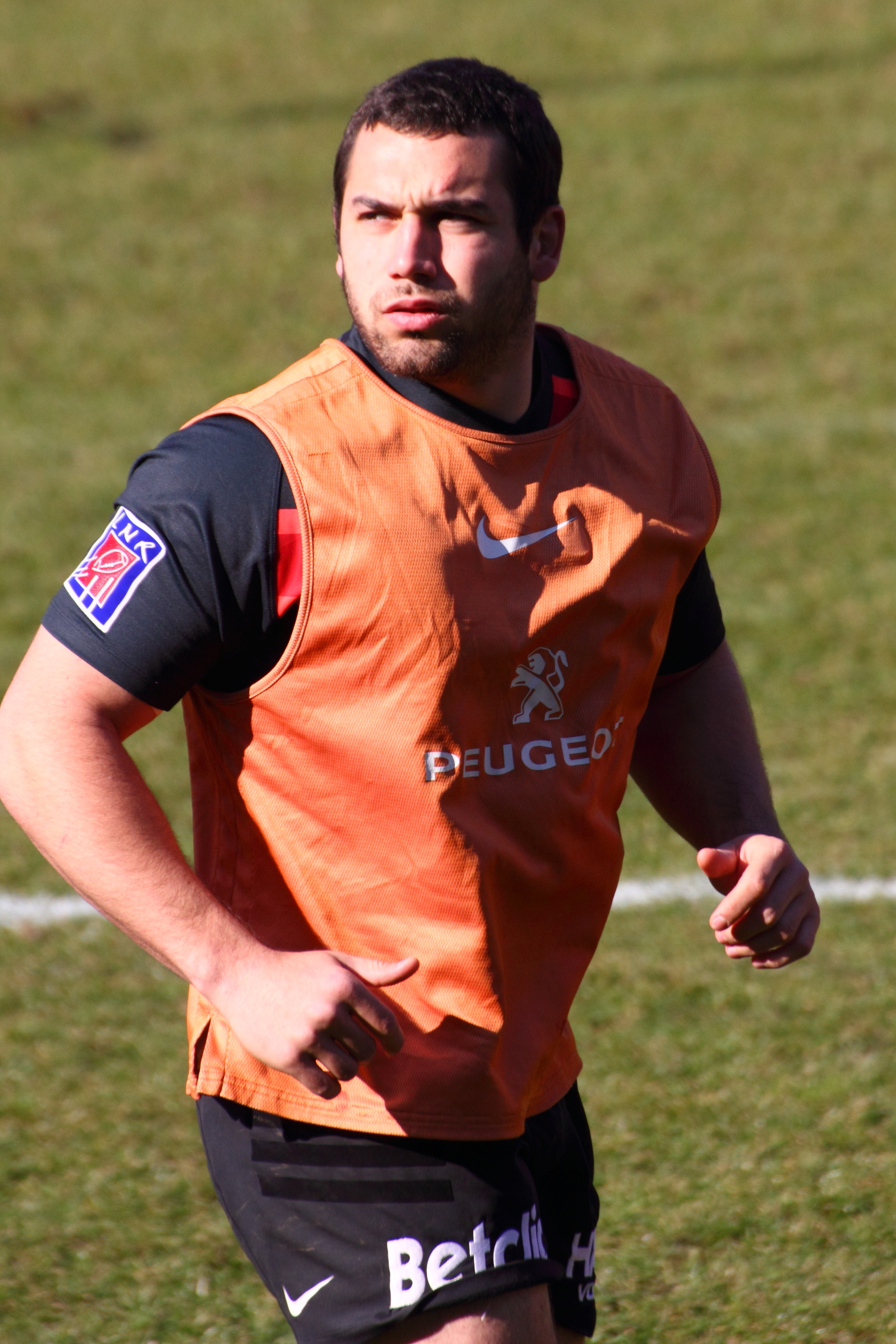
Jean-Marc Doussain
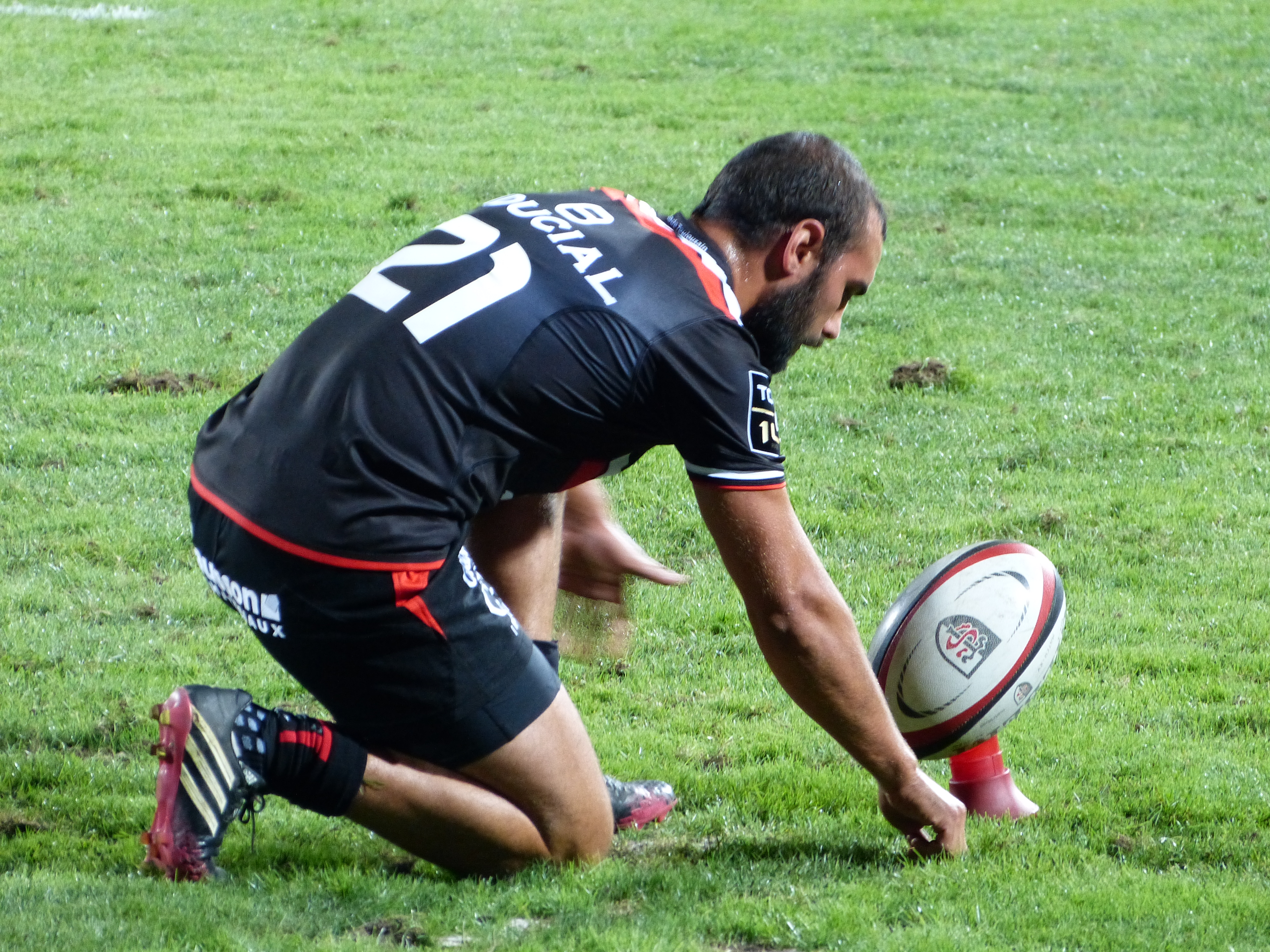
Samuel Marques

| Rang | Joueur             | Poste            | Points | Essais | Transf. | Pén. | Drops |
| ---- | ------------------ | ---------------- | ------ | ------ | ------- | ---- | ----- |
| 1    | Sébastien Bézy     | Demi de mêlée    | 102    | 0      | 15      | 24   | 0     |
| 2    | Jean-Marc Doussain | Demi de mêlée    | 65     | 0      | 7       | 16   | 1     |
| 3    | Samuel Marques     | Demi de mêlée    | 60     | 0      | 6       | 16   | 0     |
| 4    | Florian Fritz      | Centre           | 27     | 3      | 0       | 4    | 0     |
| 5    | Toby Flood         | Demi d'ouverture | 25     | 0      | 8       | 3    | 0     |
| 6    | Gaël Fickou        | Centre           | 18     | 3      | 0       | 1    | 0     |
| 7    | Luke McAlister     | Demi d'ouverture | 15     | 2      | 1       | 1    | 0     |

#### Meilleur marqueur

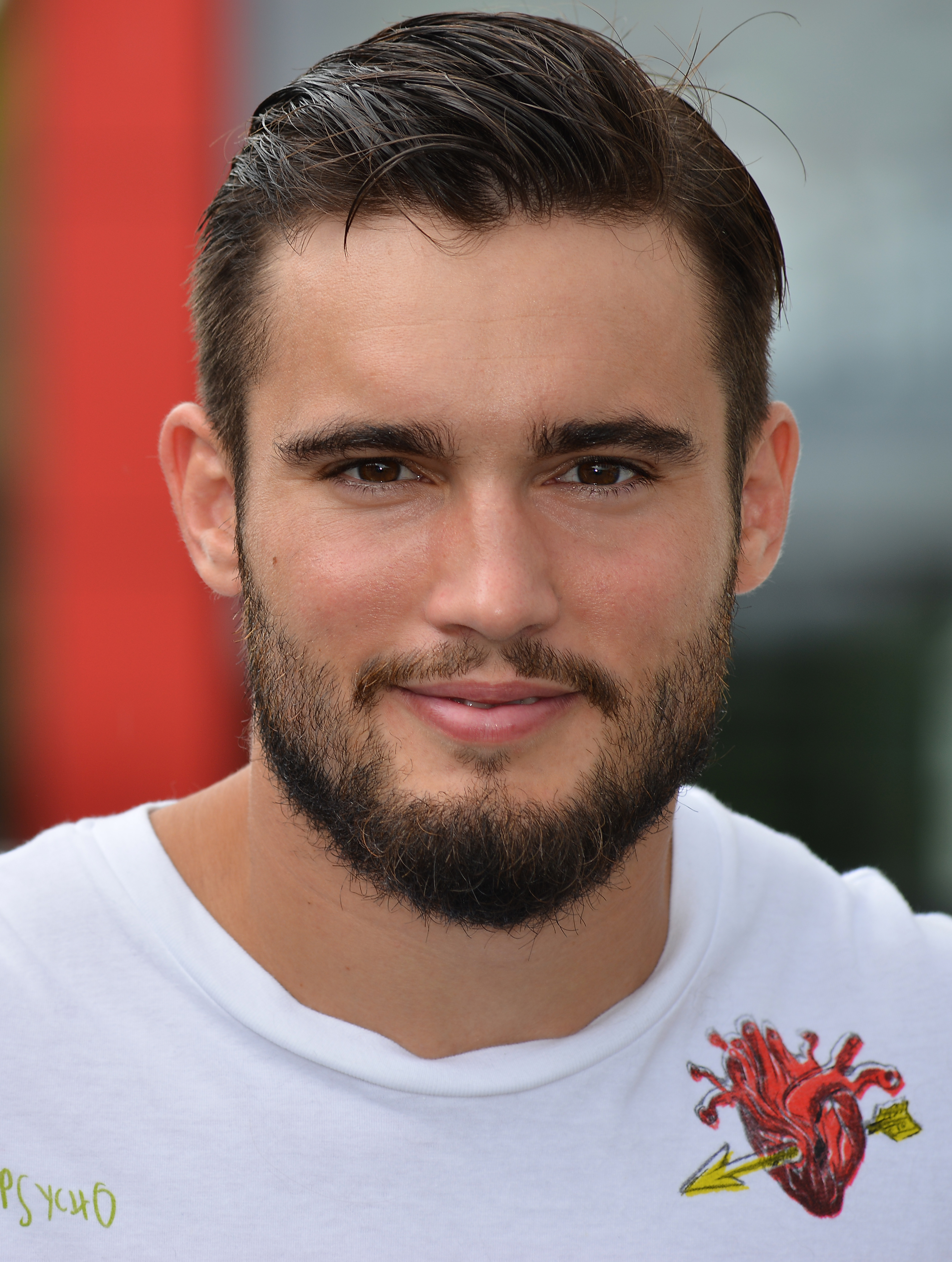
Alexis Palisson
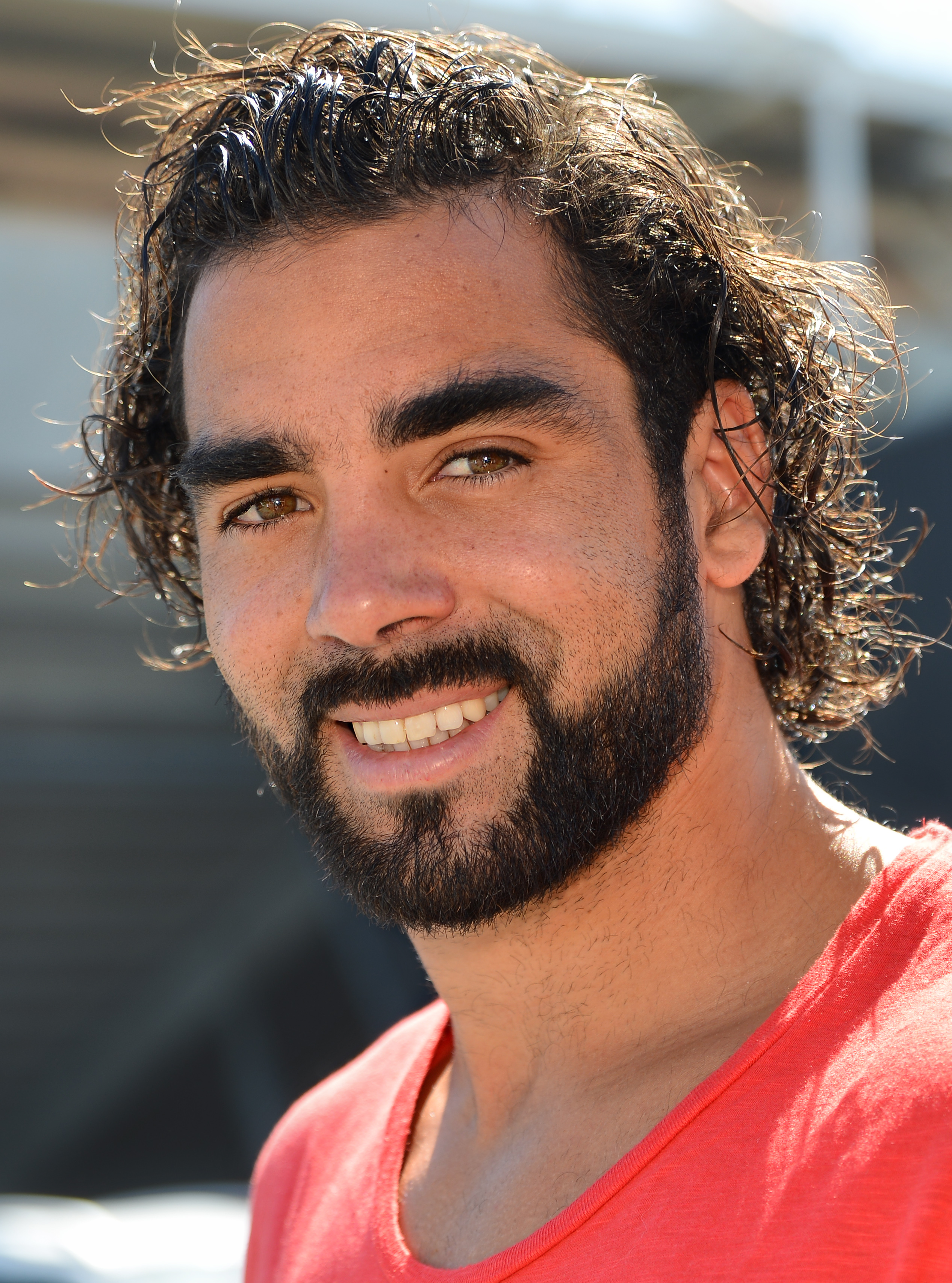
Yoann Huget
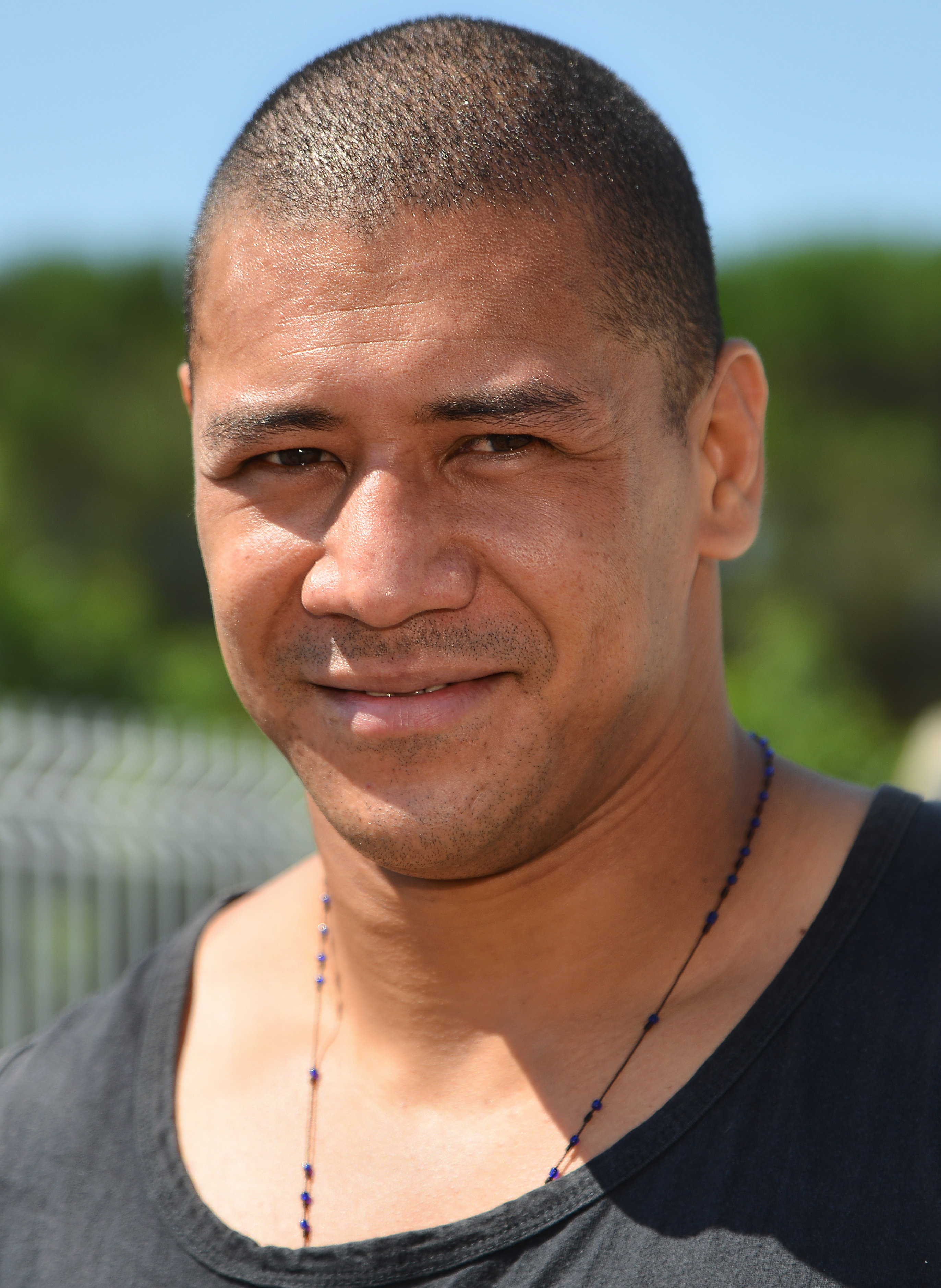
Paul Perez

| Rang | Joueur              | Poste                  | Essais |
| ---- | ------------------- | ---------------------- | ------ |
| 1    | Alexis Palisson     | Ailier                 | 5      |
| 2    | Yoann Huget         | Ailier                 | 4      |
| -    | Julien Marchand     | Talonneur              | 4      |
| -    | Paul Perez          | Ailier                 | 4      |
| 5    | Arthur Bonneval     | Ailier                 | 3      |
| -    | Gaël Fickou         | Centre                 | 3      |
| -    | Florian Fritz       | Centre                 | 3      |
| -    | Gillian Galan       | Troisième ligne centre | 3      |
| -    | Census Johnston     | Pilier                 | 3      |
| -    | Maxime Médard       | Arrière                | 3      |
| -    | Iosefa Tekori       | Deuxième ligne         | 3      |
| 12   | Yann David          | Ailier                 | 2      |
| -    | Sofiane Guitoune    | Ailier                 | 2      |
| -    | Semi Kunatani       | Ailier                 | 2      |
| -    | Luke McAlister      | Demi d'ouverture       | 2      |
| 16   | François Cros       | Troisième ligne        | 1      |
| -    | Thierry Dusautoir   | Troisième ligne aile   | 1      |
| -    | Leonardo Ghiraldini | Talonneur              | 1      |
| -    | Talalelei Gray      | Troisième ligne aile   | 1      |

### En Champions Cup

#### Meilleur réalisateur

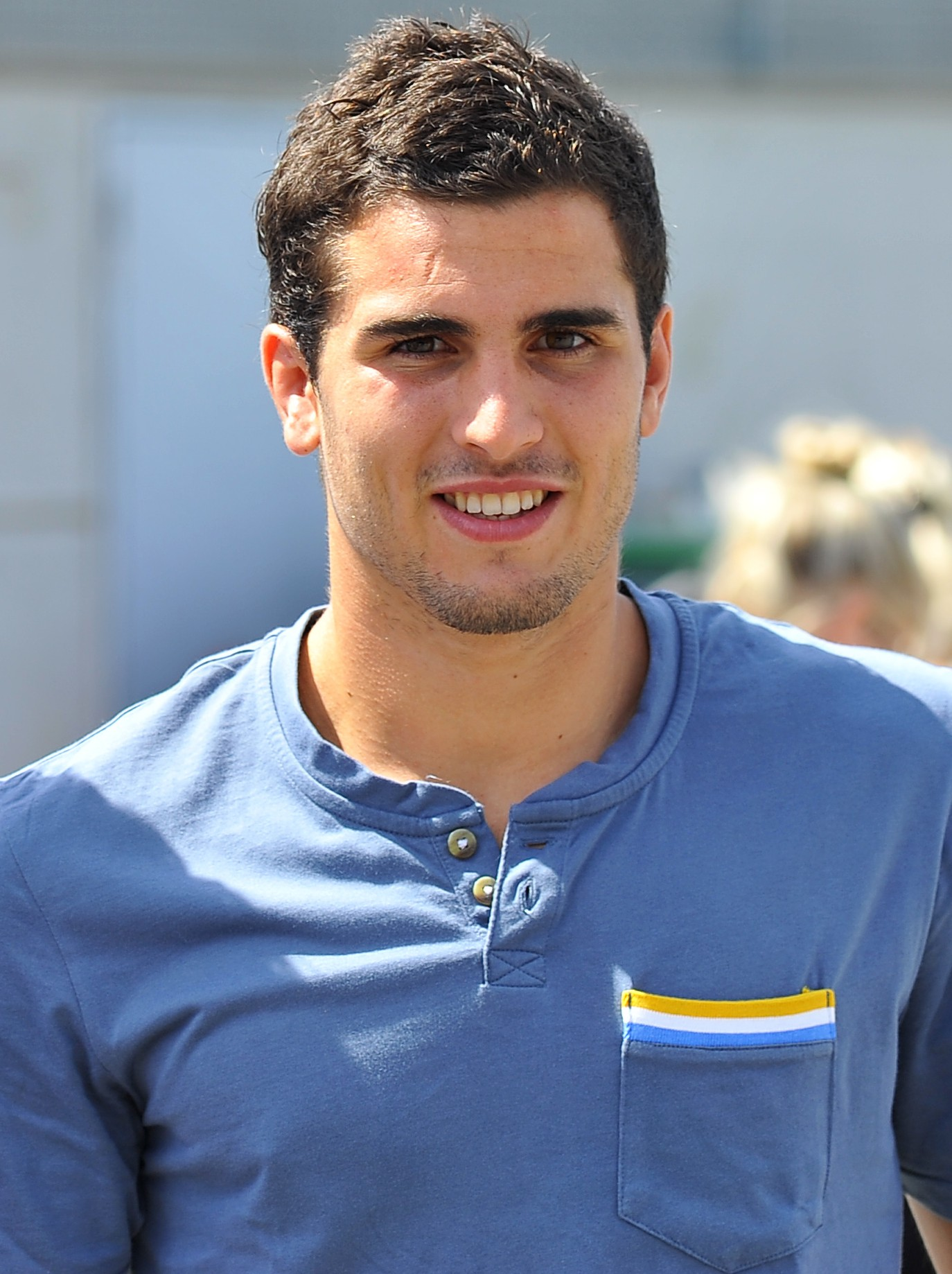
Sébastien Bézy
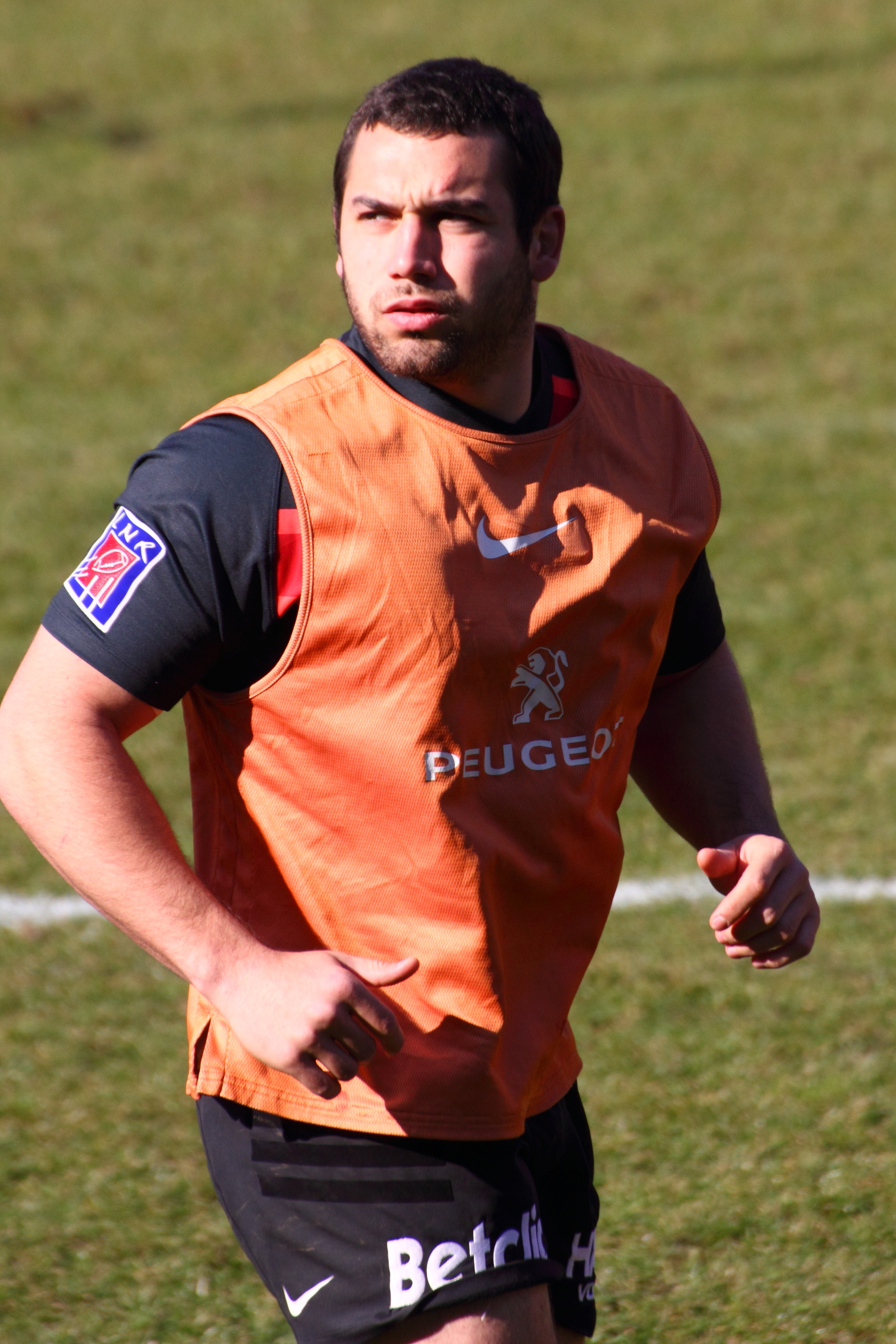
Jean-Marc Doussain
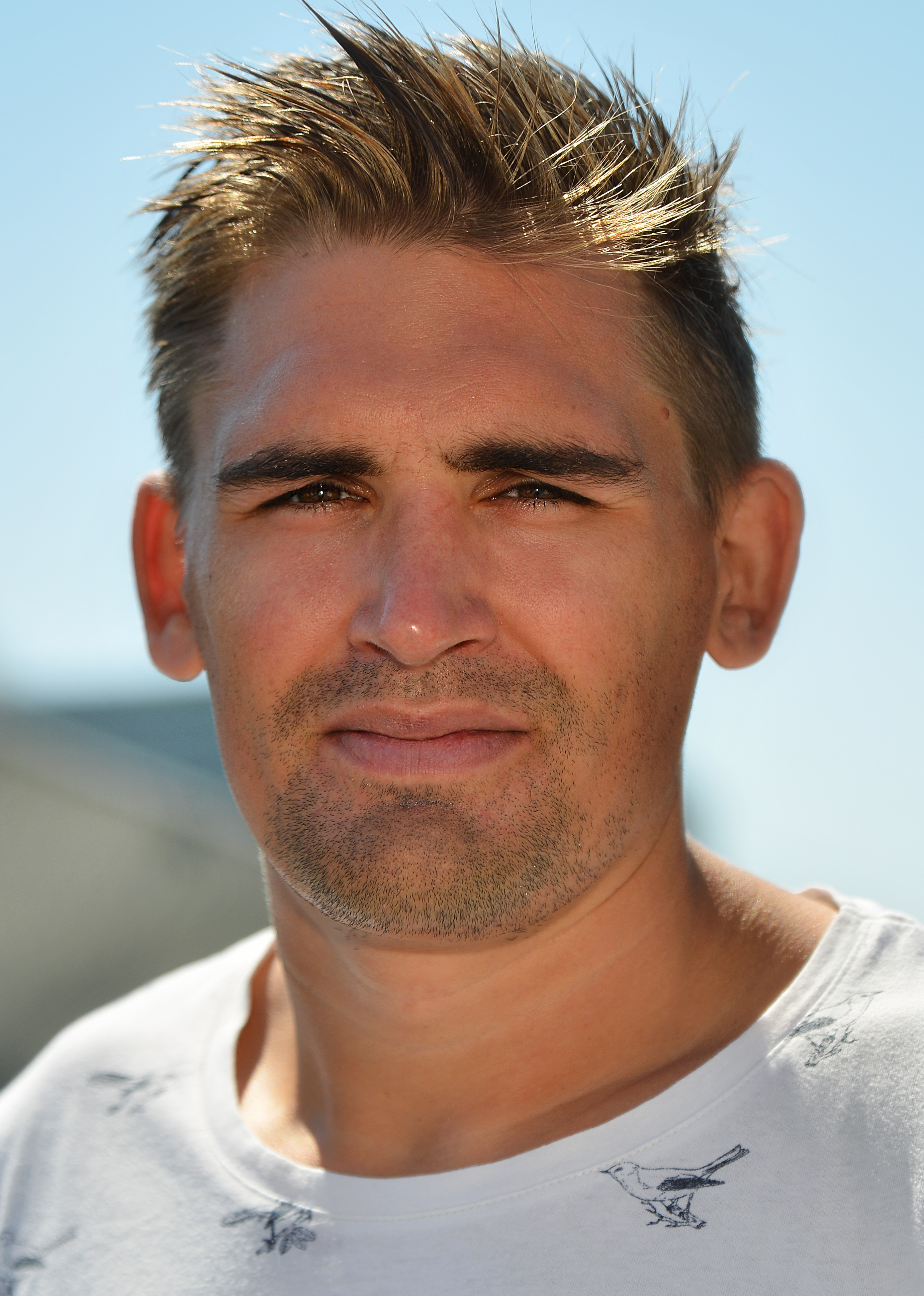
Toby Flood

| Rang | Joueur             | Poste            | Points | Essais | Transf. | Pén. | Drops |
| ---- | ------------------ | ---------------- | ------ | ------ | ------- | ---- | ----- |
| 1    | Sébastien Bézy     | Demi de mêlée    | 29     | 0      | 7       | 5    | 0     |
| 2    | Jean-Marc Doussain | Demi d'ouverture | 24     | 1      | 5       | 3    | 0     |
| 3    | Toby Flood         | Demi d'ouverture | 19     | 1      | 7       | 0    | 0     |
| 4    | Florian Fritz      | Centre           | 3      | 0      | 0       | 1    | 0     |

#### Meilleur marqueur

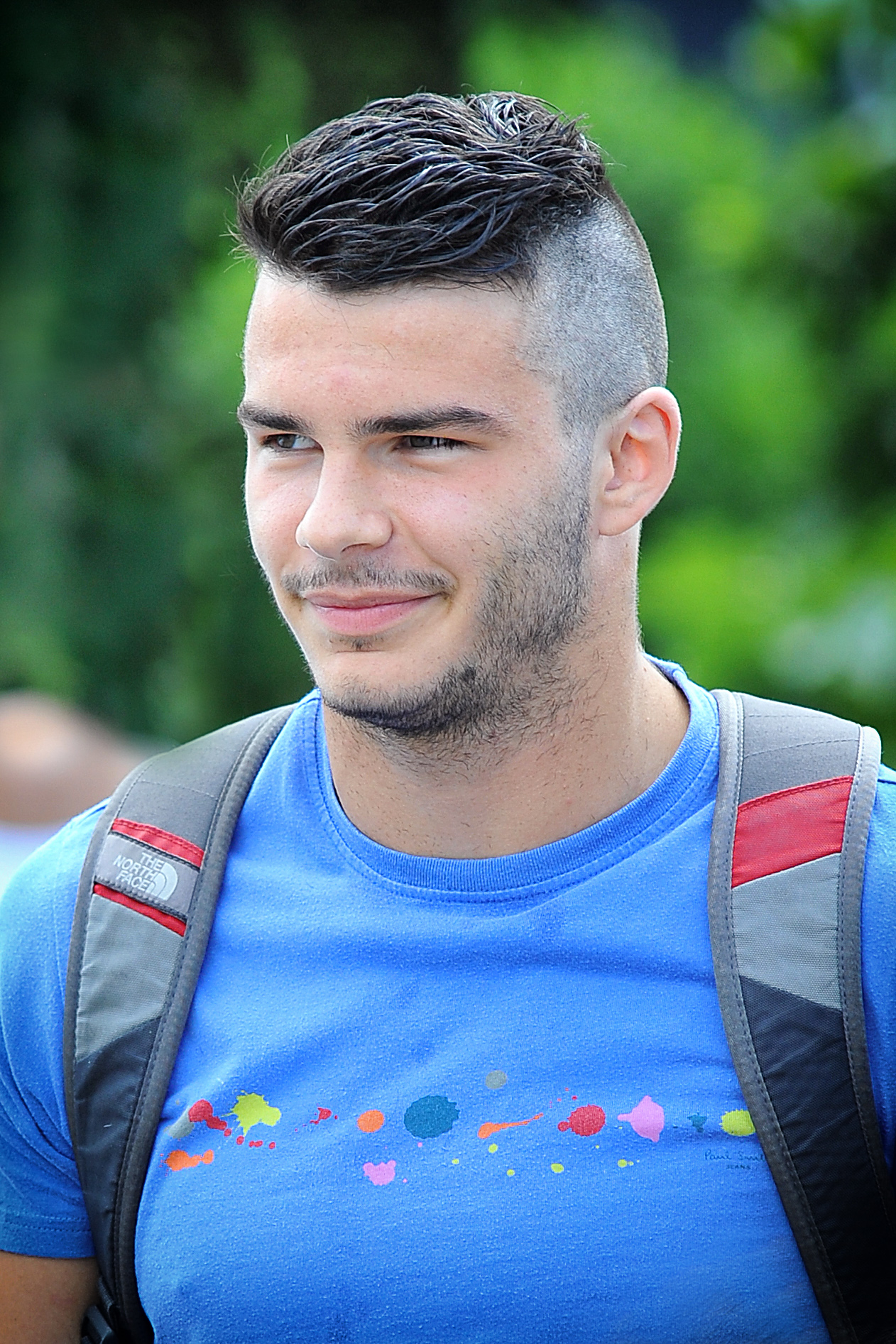
Arthur Bonneval
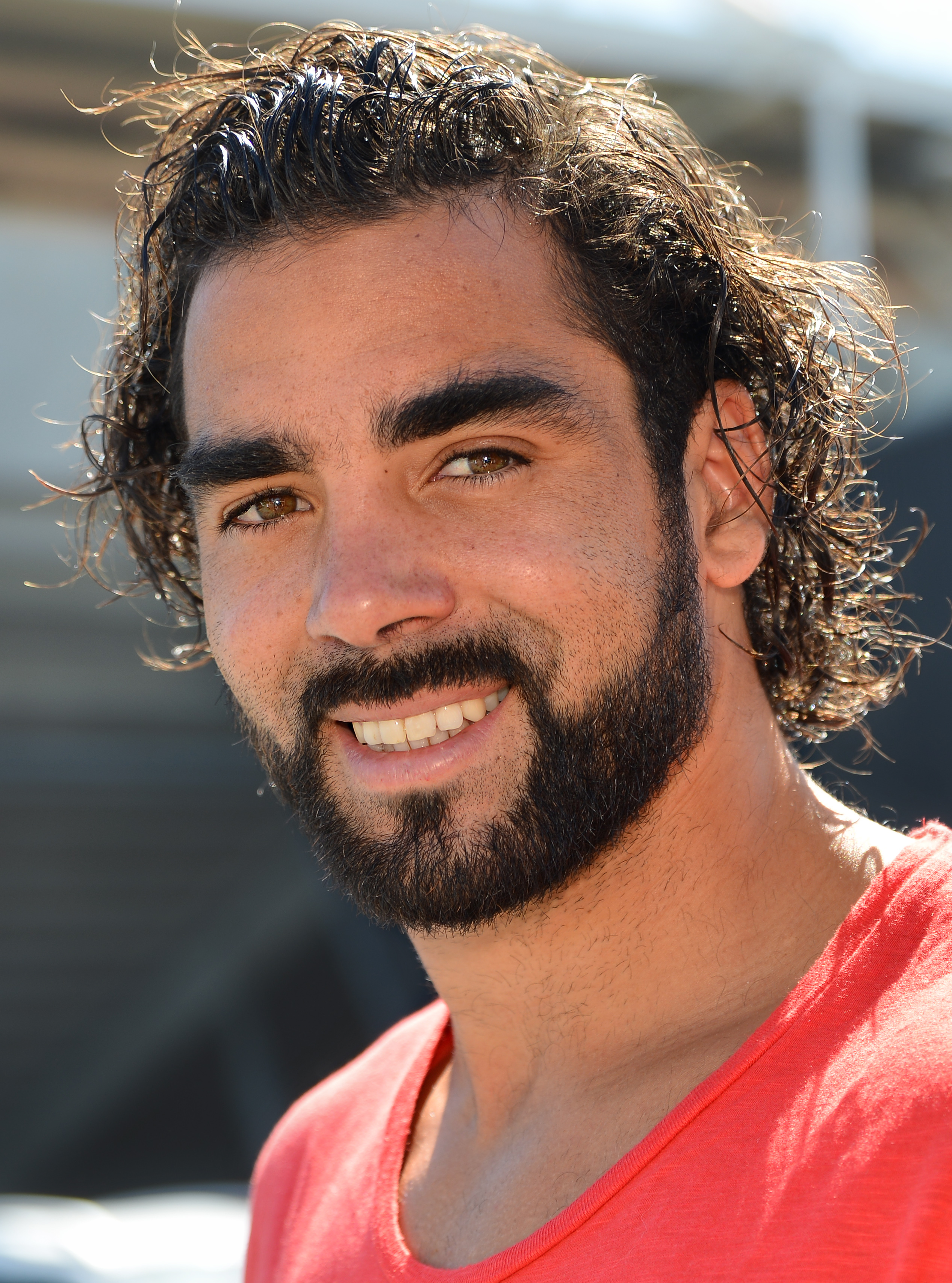
Yoann Huget
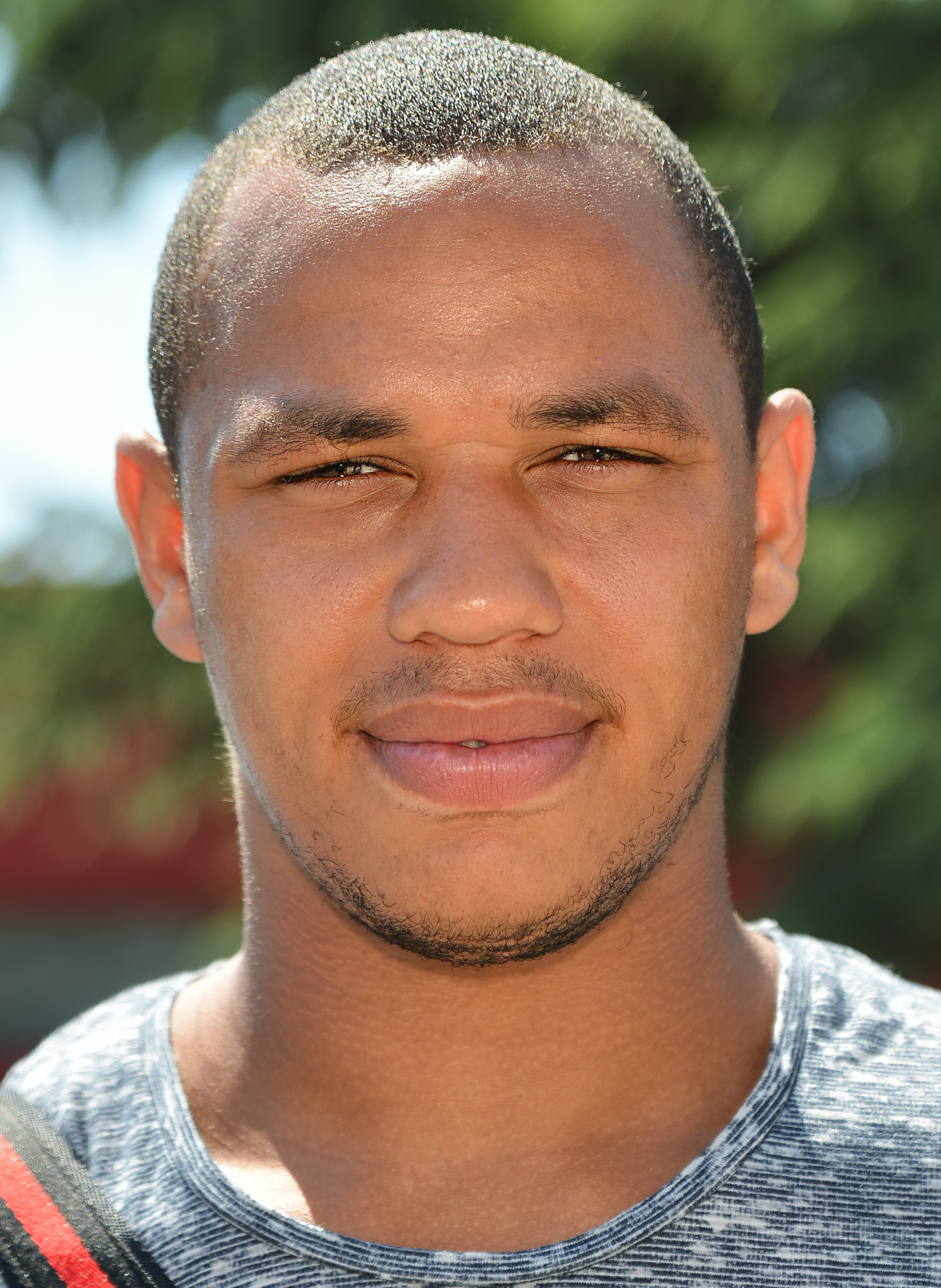
Gaël Fickou
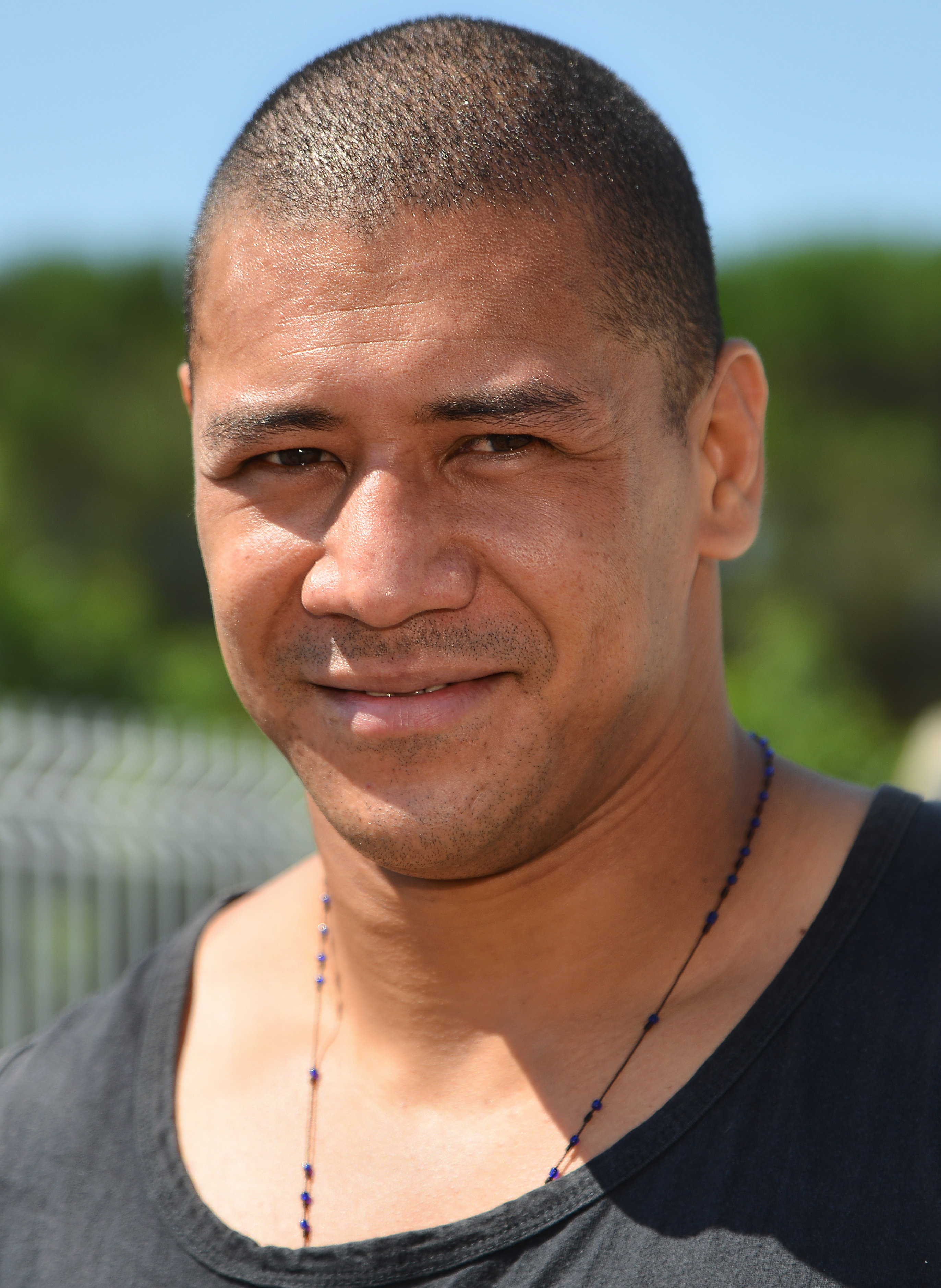
Paul Perez

| Rang | Joueur             | Poste                  | Essais |
| ---- | ------------------ | ---------------------- | ------ |
| 1    | Arthur Bonneval    | Ailier                 | 4      |
| 2    | Yoann Huget        | Ailier                 | 3      |
| -    | Gaël Fickou        | Centre                 | 3      |
| -    | Paul Perez         | Ailier                 | 3      |
| 5    | Iosefa Tekori      | Deuxième ligne         | 2      |
| -    | Yann David         | Centre                 | 2      |
| 7    | Jean-Marc Doussain | Demi de mêlée          | 1      |
| -    | Census Johnston    | Pilier                 | 1      |
| -    | Toby Flood         | Demi d'ouverture       | 1      |
| -    | Gillian Galan      | Troisième ligne centre | 1      |
| -    | Gurthrö Steenkamp  | Pilier                 | 1      |

## Sélections internationales

### Liste élite du XV de France
La liste « Élite » du XV de France, concept défini après une convention signée en juillet 2016 entre la Fédération française de rugby (FFR) et la Ligue nationale de rugby (LNR), octroie aux joueurs de celle-ci une préparation sans le moindre match durant huit semaines. L'encadrement de l'équipe de France peut également compter sur la mise à sa disposition de ces joueurs quinze jours avant les tests de novembre et du tournoi, où ils resteront avec la sélection pendant toute la compétition. Six Toulousains font partie de cette liste :
- Sébastien Bézy
- Jean-Marc Doussain
- Gaël Fickou
- Yoann Huget
- Yoann Maestri
- Maxime Médard

Une liste "développement" est également mise en place, avec les mêmes objectifs que la liste élite, mais pour les espoirs du XV de France. Cinq toulousains en font partie :
- Arthur Bonneval
- François Cros
- Yacouba Camara
- Julien Marchand
- Clément Castets

### Matches internationaux de rugby à XV
| Joueur              | Poste            | Pays    | Compétition             | Sélections (points) |
| ------------------- | ---------------- | ------- | ----------------------- | ------------------- |
| Richie Gray         | Deuxième ligne   | Écosse  | Test match, Six Nations | 6 (0)               |
| Cyril Baille        | Pilier gauche    | France  | Test match, Six Nations | 6 (0)               |
| Jean-Marc Doussain  | Demi d'ouverture | France  | Test match, Six Nations | 3 (5)               |
| Gaël Fickou         | Centre           | France  | Test match, Six Nations | 8 (15)              |
| Yoann Huget         | Ailier           | France  | Test match, Six Nations | 4 (5)               |
| Yoann Maestri       | Deuxième ligne   | France  | Test match, Six Nations | 6 (0)               |
| Christopher Tolofua | Talonneur        | France  | Six Nations             | 2 (0)               |
| Vasil Kakovin       | Pilier gauche    | Géorgie | Test match              | 1 (0)               |
| Leonardo Ghiraldini | Talonneur        | Italie  | Test match, Six Nations | 5 (0)               |
| Census Johnston     | Pilier droit     | Samoa   | Test match              | 3 (0)               |
| Paul Perez          | Ailier           | Samoa   | Test match              | 3 (5)               |

### En rugby à sept
Semi Kunatani participe en août 2016 à la première apparition du rugby à sept aux jeux olympiques avec sa sélection fidjienne. Il dispute les six matches, inscrit deux essais, est membre de l'équipe type du tournoi et ils deviennent, avec son équipe, les premiers champions olympiques fidjien.
Initialement non prévu dans la sélection olympiques, Sofiane Guitoune intègre le groupe de l'équipe de France en cours de compétition à la suite du forfait de Vincent Inigo.
Alexis Palisson est retenu avec l'équipe de France de rugby à sept pour disputer le tournoi de Singapour 2017 dans le cadre des World Sevens Series.
| Joueur           | Poste  | Pays   | Compétition         | Sélections (points) |
| ---------------- | ------ | ------ | ------------------- | ------------------- |
| Semi Kunatani    | Ailier | Fidji  | Jeux olympiques     | 6 (10)              |
| Sofiane Guitoune | Ailier | France | Jeux olympiques     | 2 (0)               |
| Alexis Palisson  | Ailier | France | World Sevens Series | -                   |

## Récompenses

### Stadiste du mois et de l'année
Chaque mois, le club organise un vote pour savoir qui a été le meilleur joueur du club.
Les points de l'élection du stadiste du mois sont cumulés tout au long de la saison pour élire le meilleur joueur de la saison.
- Le premier reçoit 3 points
- Le deuxième reçoit 2 points
- Le troisième reçoit 1 point

| Période   | Premier            | Deuxième            | Troisième                      |
| --------- | ------------------ | ------------------- | ------------------------------ |
| Août      | Richie Gray        | Leonardo Ghiraldini | Talalelei Gray                 |
| Septembre | Gillian Galan      | Richie Gray         | Florian Fritz                  |
| Octobre   | François Cros      | Christopher Tolofua | Carl Axtens                    |
| Novembre  | Iosefa Tekori      | François Cros       | Samuel Marques                 |
| Décembre  | Arthur Bonneval    | François Cros       | Talalelei Gray                 |
| Janvier   | Yoann Huget        | Yann David          | François Cros                  |
| Février   | Florian Fritz      | François Cros       | Iosefa Tekori                  |
| Mars      | Maxime Médard      | Iosefa Tekori       | François Cros                  |
| Avril     | Talalelei Gray     | Thierry Dusautoir   | François Cros                  |
| Total     | François Cros (16) | Iosefa Tekori (6)   | Richie Gray Talalelei Gray (5) |

### Récompenses extérieures
- Nuit du rugby :
  - Prix du fair-play : Thierry Dusautoir